# Santi Venanzio e Ansovino
Santi Venanzio e Ansovino ou Igreja dos Santos Venâncio e Ansovino era uma igreja de Roma, Itália, localizada no rione Campitelli, demolida em 1928. Ficava numa pracinha vizinha da piazza dell'Aracoeli, que também foi destruída na mesma época para permitir a abertura da piazza di San Marco, aos pés da escadaria de Santa Maria in Aracoeli. Era dedicada aos Santos Venâncio e Ansovino.
De origem medieval, chamava-se antigamente San Giovanni in Mercatello, uma referência a um mercado vizinho que ficava, até 1477, na piazza del Campidoglio, quando foi transferido para a piazza Navona. A igreja, depois de 1542, passou por diversas mãos até que, em 1665, o papa Clemente X a cedeu para a "Confraria dos Camerinenses", que a restaurou, com base num projeto de Liborio Raspantini, e a rededicou aos padroeiros da cidade, São Venâncio e Santo Ansovino. No século XIX, o papa Pio IX suprimiu a confraria e entregou, em perpetuidade, o uso da igreja e da casa anexa à Pia União do Sagrado Coração de Maria.
Antonio Nibby, em 1839, descreveu desta forma o interior:
| “ | O altar-mor, cuja peça-de-altar é uma pintura de Luigi Garzi, foi construído por ordem da marquesa Girolama Ruspoli com base num projeto de Gio. Battista Contini: as laterais foram pintadas por Agostino Masucci e o teto, por Pasqualini. A pintura no altar de São Carlos, com o santo, Nossa Senhora e São Felipe, é também de Garzi; no altar ao lado, cuja capela foi projetada por Antonio Gherardi, há um quadro do mesmo artista representando "Santa Ana"; o "Nascimento da Virgem" em uma das capelas laterais e a "Nossa Senhora da Assunção no teto são de Michelangiolo Cerruti; a outra lateral foi construída por Antonio Grecolini, um bom mestre do princípio do último século | ” |
|   | — Antonio Nibby. |   |

A igreja foi demolida em 1928 como parte do projeto do governo fascista italiano de prover Roma com um novo visual triunfal, um projeto que envolveu abrir o espaço à volta do enorme Altar da Pátria. Algumas obras de arte foram transferidas para a nova igreja de Santi Fabiano e Venanzio a Villa Fiorelli (em Tuscolano), que tornou-se também a nova igreja regional de Camerino em Roma.